# Zariczczia (rejon owrucki)
Zariczczia (ukr. Заріччя) – wieś na Ukrainie, w obwodzie żytomierskim, w rejonie owruckim, nad Noryniem. W 2001 roku liczyła 1452 mieszkańców.